# Абе Ленстра (стадион)
«А́бе Ле́нстра» (нидерл. Abe Lenstra Stadion) — стадион в городе Херенвен, Нидерланды. Домашняя арена футбольного клуба «Херенвен».
Стадион назван в честь легендарного футболиста Абе Ленстры, который с 1935 по 1951 год выступал в составе «Херенвена» на позиции нападающего. За годы выступлений в клубе Ленстра провёл более 500 матчей. В 1993 году в Херенвене было решено построить новый стадион в честь Абе Ленстры, умершего в 1985 году. 14 марта 1994 года председатель правления футбольного клуба «Херенвен», Ример ван дер Велде, заложил первый камень нового стадиона. Стадион был открыт 20 августа 1994 года товарищеским матчем «Херенвена» против клуба ПСВ. Первый удар по мячу нанёс почётный гость на игре, принц Виллем-Александр, наследник престола Нидерландов. Матч стал дебютным для бразильского нападающего ПСВ Роналдо.
Первый официальный матч на стадионе «Абе Ленстра» состоялся 26 августа 1994 года. «Херенвен» обыграл «Гронинген» — 2:0, а первый мяч на стадионе забил защитник Том Сир.

## Галерея

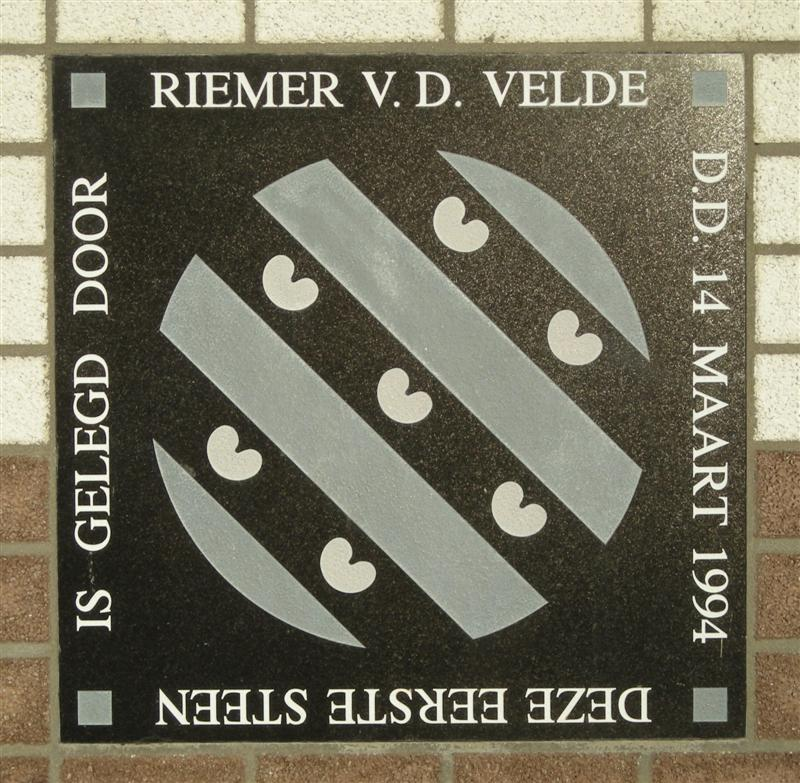
Первый камень, заложенный Римером ван дер Велде
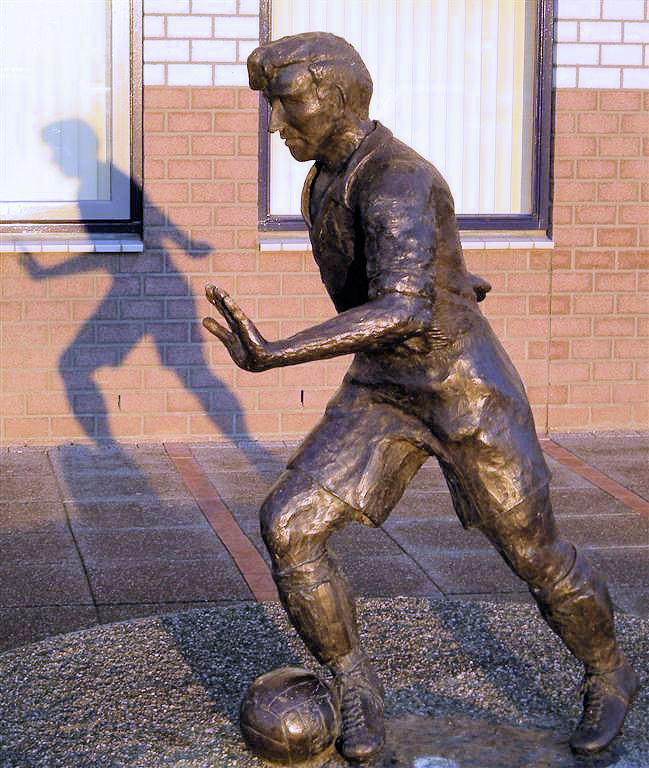
Статуя Абе Ленстры